# Barlowia
Barlowia este un gen de molii din familia Lymantriinae.